# Kalundborg
Kalundborg è un centro abitato danese situato nella regione della Selandia. È sede amministrativa del comune omonimo.
La cittadina è situata sulla costa occidentale dell'isola di Selandia nel fiordo di Kalundborg tra le penisole di Røsnæs e di Asnæs.
Nel centro storico della cittadina si trovano diversi edifici di origine medievale, il più notevole è la Chiesa di Nostra Signora risalente al XIII secolo e dalle caratteristiche cinque torri.
Nel Kalundborg Museum si trova una collezione di reperti di epoca vichinga.